# Guillermo Murray
Guillermo Murray (Buenos Aires, 15 de junho de 1927 – 6 de maio de 2021) foi um ator argentino naturalizado mexicano. Foi mais conhecido por ter pertencido à Época de Ouro do cinema argentino, e por ter feito uma carreira de muito sucesso no México, participando de filmes e telenovelas.
Em 2007, foi confirmado que o ator sofria de demência senil, e cinco anos depois, foi diagnosticado com Alzheimer. Morreu em 6 de maio de 2021, devido a um choque séptico.

## Filmografia

### Televisão
- "La hija del mariachi" (2006)
- "Olvidarte jamás" (2006)
- "La heredera"  (2004)
- "Lo que es el amor" (2001)
- "El amor no es como lo pintan" (2000)
- "Tentaciones" (1998)
- "Amada enemiga" (1997)
- "Te sigo amando" (1996)
- "Mujer, casos de la vida real" (1996)
- "Marisol" (1996)
- "Lazos de amor" (1995)
- "Alondra" (1995)
- "María Mercedes" (1992)
- "Lo blanco y lo negro" (1992)
- "Cenizas y diamantes" (1990)
- "Lo blanco y lo negro" (1989)
- "Flor y canela" (1988)
- "El pecado de Oyuki" (1988)
- "Victoria" (1987)
- "Pobre juventud" (1986)
- "Los años pasan" (1985)
- "Juegos del destino" (1981)
- "Muchacha de barrio" (1979)
- "Humillados y ofendidos" (1977)
- "No hace falta quererte" (1975)
- "Enséñame a quererte" (1974)
- "Entre brumas" (1973)
- "Las gemelas" (1972)
- "Malevo" (1972)
- "El derecho de los hijos" (1971)
- "Mi amor por ti" (1969)
- "En busca del paraíso" (1968)
- "Amor en el desierto" (1967)
- "Deborah" (1967)
- "Maximiliano y Carlota" (1965)
- "La máscara del ángel" (1964)
- "Tres caras de mujer" (1963)
- "Adiós, amor mío" (1962)
- "Sor Juana Inés de la Cruz" (1962)
- "Encadenada" (1962)
- "La leona" (1961)
- "La mujer dorada" (1960)
- "María Guadalupe" (1960)

### Cinema
- Morirse está en Hebreo (2007) .... Dr. Berman
- La hija del mariachi (2006) Roberto Sánchez Gallardo
- Fuera de la ley (1998)
- ¿Dónde quedó la bolita? (1993)
- El vergonzoso (1988)
- Fiebre de amor (1985)
- El judicial 2 (1985)
- El último kamikaze (1984) .... Varnoff
- El sinvergüenza (1984)
- El judicial (1984)
- Muerte en el Río Grande (1982) .... Albert Andrews
- Días de combate (1982) .... Marques
- Es mi vida (1982)
- Seis pasajes al infierno (1981)
- La vida de nuestro señor Jesucristo (1980)
- Yo maté a Facundo (1975)
- La super, super aventura (1975)
- La gran aventura (1974)
- Muñequitas de medianoche (1974)
- Lo que más queremos (1972)
- Victoria (1972) .... Dr. Agustín Rueda
- El deseo en otoño (1972) .... Víctor de la Torre
- Jesús, María y José: Leyendas de la infancia de N.S. Jesucristo (1972) .... José
- Tú, yo, nosotros (1972)
- Una mujer honesta (1972)
- Fin de fiesta (1972) .... Carlos
- Jesús, el niño Dios (1971) .... José
- Las puertas del paraíso (1971)
- El juicio de los hijos (1971)
- Siempre hay una primera vez (1971) .... Carlos (episodio Isabel)
- La novicia rebelde (1971)
- Claudia y el deseo (1970) .... Gerardo
- Las cadenas del mal (1970)
- Ha entrado una mujer (1970)
- La amante perfecta (1970)
- El crepúsculo de un dios (1969)
- Trampa para un cadáver (1969)
- Andante: Vértigo de amor en la oscuridad (1969)
- Flor marchita (1969)
- El cuarto chino (1968)
- Amor en las nubes (1968)
- 4 contra el crimen (1968)
- Desnudarse y morir (1968)
- Mujeres, mujeres, mujeres (1967)
- La Venus maldita (1967)
- Los que nunca amaron (1967)
- Cuernavaca en primavera (1966)
- Una mujer sin precio (1966)
- Los valses venían de Viena y los niños de París (1966)
- El planeta de las mujeres invasoras (1966)
- Preciosa (1965)
- El asesino invisible (1965)
- Cucurrucucú Paloma (1965)
- Gigantes planetarios (1965) .... Daniel Wolf
- Los murciélagos (1964)
- He matado a un hombre (1964) .... Alberto Mendoza
- La huella macabra (1963)
- El mundo de los vampiros (1961)
- Dios sabrá juzgarnos (1961)
- La procesión (1960)
- India (1960) .... Aventurero
- Plaza Huincul (Pozo Uno) (1960)
- Verano violento (1960)
- Alfonsina (1957)
- El protegido (1956) .... Osvaldo Bardi
- Horas marcadas (1954)
- Somos todos inquilinos (1954)